# Небојша Радмановић
Небојша Радмановић (Грачаница, ФНРЈ, 5. фебруар 1949) српски је политичар и историчар. Садашњи је предсједавајући Представничког дома Парламентарне скупштине Босне и Херцеговине и потпредсједник Савеза независних социјалдемократа (СНСД). Бивши је српски члан Предсједништва Босне и Херцеговине и српски делегат у Дому народа Парламентарне скупштине Босне и Херцеговине.

## Биографија
Основну школу и гимназију је завршио у Бањалуци, а Филозофски факултет у Београду. Радио је у области спорта, културе, информисања, образовања и државне управе. Био је директор Архива Босанске Крајине и Архива Републике Српске, директор Народног позоришта Републике Српске у Бањој Луци, директор и главни и одговорни уредник „Гласа Српске“, предсједник Извршног одбора Града Бања Лука, народни посланик у Народној скупштини Републике Српске и министар управе и локалне самоуправе Републике Српске у Влади Милорада Додика. Објавио је више стручних и научних радова и неколико књига. Ожењен, отац двије кћерке.
Додјељена му је Пушкинова медаља Руске Федерације за развијање и ширење међународне културне сарадње БиХ и Руске Федерације.